# Ceadîr-Lunga
Ceadîr-Lunga (în găgăuză Çadır) este un oraș cu statut de municipiu din Republica Moldova, în Unitatea Teritorială Autonomă Găgăuzia.

## Geografie

### Amplasare
Localitatea este situată pe cursul mediu al râului Lunga, la 30 km sud-est de orașul Comrat și la 130 km sud de Chișinău.

### Resurse naturale
Suprafața totală a fondului funciar al orașului Ceadîr-Lunga este de 9.610 ha, dintre care cea mai mare parte o constituie terenurile cu destinație agricolă 7.582 ha sau 67% din suprafața totală.
Bonitatea medie a terenurilor cu destinație agricolă este de 67. Terenurile agricole se află în gestiunea a 4 gospodării agricole. Fondul acvatic este format de bazinul râului Lunga care ocupă o suprafață de 18,4 ha, 2 iazuri cu o suprafață totală de 40 ha și 2 lacuri cu o suprafață totală de 7,4 ha.
La est de oraș (ocolul silvic Ceadîr-Lunga, Ceadîr-Lunga, parcela 46, subparcela 2), sunt amplasate râpele de la Ceadîr-Lunga, arie protejată din categoria monumentelor naturii de tip geologic sau paleontologic.

## Istorie

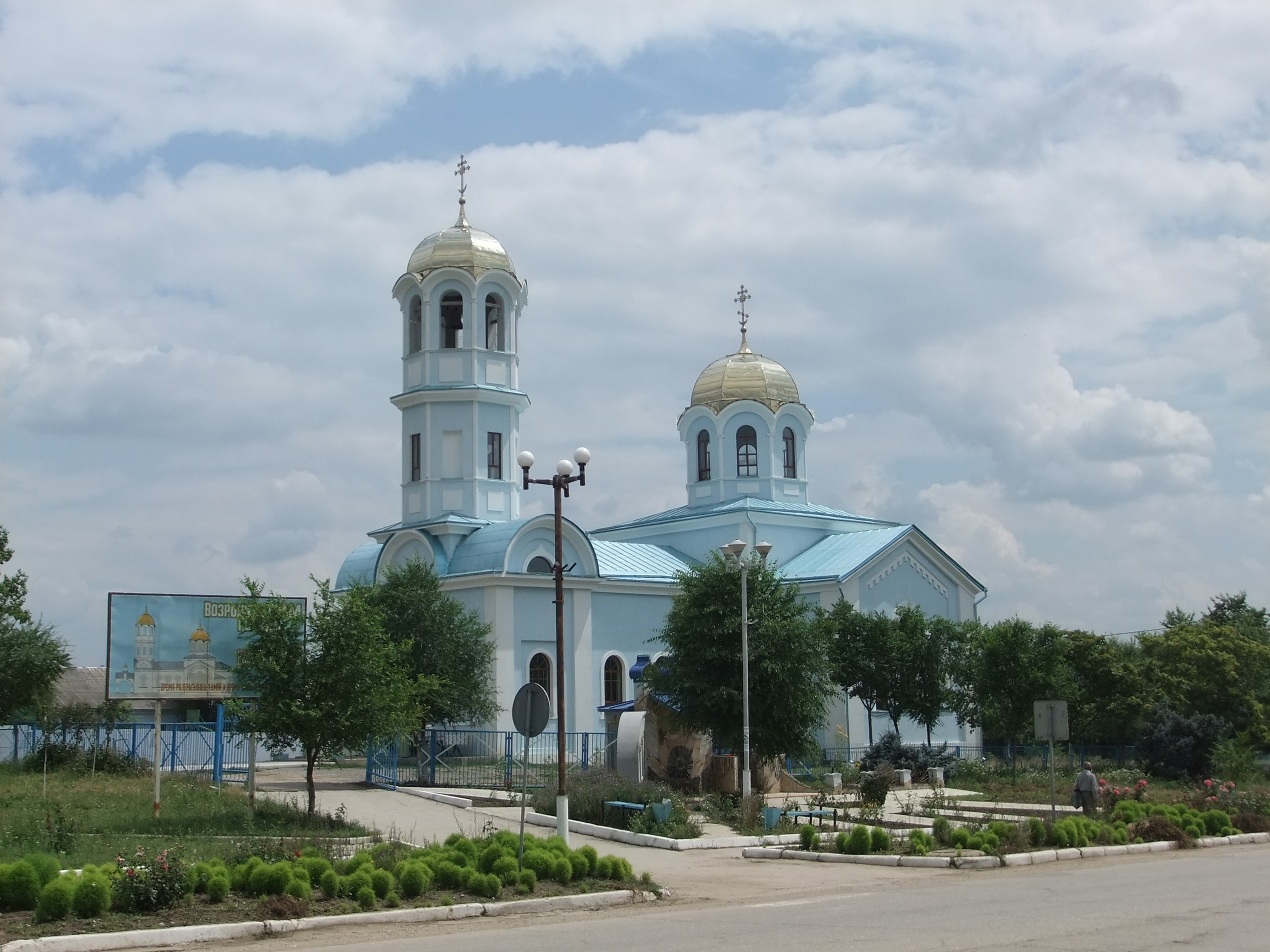
Biserica „Icoana din Kazan a Maicii Domnului”

Conform unei legende, până nu demult se considera că orașul Ceadîr-Lunga a fost întemeiat în anul 1819 de către preotul Iahar Cechirov, care s-a strămutat aici împreună cu un grup de coloniști din Bulgaria otomană de nord-est, după o perioadă de mai mulți ani de peregrinare prin Basarabia și o ședere de câțiva ani în satul moldovenesc Ceadîr (azi pe teritoriul raionului Leova). Dar, recent a fost găsit un document emis de Ecaterina a II-a a Rusiei în anul 1789 în care se menționează militarul Nedovu-Todorovici ca locuitor al coloniei Ceadîr-Lunga.
Denumirea localității vine de la toponimul ceadâr, care în limba turcă înseamnă șatră și Lunga, râul pe malul căreia se află localitatea.
Recensămintele din prima jumătate a sec. al XIX-lea ne pun la dispoziție următoarele informații despre așezarea de pe râul Lunga: Noul Ceadîr – 46 de familii de țărani; 528 de locuitori, dintre care 484 de găgăuzi și bulgari, iar 44 de locuitori de alte etnii, inclusiv români. 
În 1902, Ceadîr-Lunga avea o populație de 2820 suflete și 353 case; școală elementară cu predare în limba rusă; biserică cu hramul Sf. Athanas. Țăranii găgăuzi posedă peste 2000 capete de vite mari. Împrejurul satului erau vii și grădini cu pomi. Dealul de la miază-zi are o înălțime de 86 stânjeni deasupra nivelului mării.
Statisticile din anul 1923, notează în Ceadâr-Lunga 1324 de menage (gospodării), 1018 de case locuite și 18 - părăsite. Satul era locuite de 4016 bărbați și 4182 femei, total - 8191 persoane. În fiecare zi de joi se organiza târgul săptămânal. În sat activau 1 cooperativă de consum, carieră de piatră, 2 mori de aburi, fabrică de vopsele, 2 fabrici de ulei, 4 mori de vânt, 8 cârciumi, 10 restaurante,  o piață publică. În sfera socială funcționau 3 școli primare mixte, 2 biserici ortodoxe, 1 biserică lipovenească, sinagogă, agent sanitar, medic de plasă, moașă de circumscripție, o farmacie, infirmerie, 2 băi comunale. Din punct de vedere administrativ, în Ceadâr-Lunga erau amplasate reședința de voloste, primăria, post de jandarmi, poștă de cai (l0 cai, 3 trăsuri), telegraf, telefon, circumscripție de pricepere. Cele 17 străzi erau iluminate cu petrol, lungimea străzilor constituia 2 km.
Structura etnică a populației în 1930
     Găgăuzi (81,76%)
     Evrei (7,11%)
     Ruși (4,05%)
     Bulgari (3,39%)
     Români (2,18%)
     Alte naționalități (1,51%)
În anul 1930 s-a desfășurat recensământul general al populației care a înregistrat în Ceadâr-Lunga 7365 de locuitori, inclusiv: 6022 găgăuzi; 250 bulgari; 524 evrei; 299 ruși; 161 români; 68 romi; 12 iugoslavi; 11 ucraineni; 8 greci; 4 germani; 1 armean și 5 persoane de alte etnii. Tot atunci, limba română, în calitate de limba maternă, și-au declarat 175 persoane; limba găgăuză – 5996 persoane; limba idiș – 519 persoane; limba rusă – 365 persoane, limba bulgară – 222 persoane; limba romă – 57 persoane, limbile sârbă și croată – 12 persoane; limba ucraineană – 8 persoane; limba greacă – 8 persoane; limba turcă – 1 persoane și alte limbi – 2 persoane.
Ceadîr-Lunga a dat mai multe personalități remarcabile dintre care Mihail Ciachir, găgăuz, provenit dintr-o dinastie de slujitori religioși, a editat o serie de manuale și cărți didactice, printre care un dicționar moldovenesc și o scurtă prezentare a gramaticii moldovenești. De asemenea, a editat o serie de cărți în limba găgăuză. O altă personalitate remarcabilă a fost Mihail Guboglu, savant cu renume mondial în problemele poporului turc. Alte personalități notorii sunt Sava Cusurzus, primul întreprinzător din Ceadîr-Lunga, Stepan Kurudimov, primul cântăreț de operă găgăuz și alții.
La 9 iunie 1958 Ceadâr-Lunga i se atribui statutul de oraș.
În prezent, orașul Ceadîr-Lunga are relații de înfrățire cu 7 orașe din Belarus, Rusia, Bulgaria, România și Turcia, cu care colaborează în domeniul cultural și educațional.

## Demografie

### Structura etnică
Structura etnică a orașului conform recensământului populației din 2004:
| Grup etnic                                               | Populație | % Procentaj |
| -------------------------------------------------------- | --------- | ----------- |
| Găgăuzi                                                  | 14.294    | 73,68%      |
| Ruși                                                     | 1.552     | 8,00%       |
| Bulgari                                                  | 1.510     | 7,78%       |
| Ucraineni                                                | 951       | 4,90%       |
| Băștinași declarați Moldoveni Băștinași declarați Români | 732 2     | 3,77% 0,01% |
| Țigani                                                   | 166       | 0,86%       |
| Alții                                                    | 194       |             |
| Total                                                    | 19.401    | 100%        |

### Structura lingvistică
Structura lingvistică a orașului, conform recensământului populației din 2014 :
| Limba            | Numărul de vorbitori | %      |
| ---------------- | -------------------- | ------ |
| limba găgăuză    | 3345                 | 20.14% |
| limba română     | 64                   | 0.38%  |
| limba rusă       | 12.636               | 76.09% |
| limba ucraineană | 13                   | 0.07%  |
| limba bulgară    | 69                   | 0.41%  |
| limba romani     | 5                    | 0.03%  |
| Altă limbă       | 54                   | 0.32%  |
| Bilingvi         | 419                  | 2.52%  |
| Numărul total    | 16.605               | 100%   |

## Administrație și politică
Componența Consiliului local Ceadîr-Lunga (23 de consilieri), ales la 5 noiembrie 2023, este următoarea:
|  | Partid                                       | Consilieri | Componență | Componență | Componență | Componență | Componență | Componență | Componență | Componență | Componență | Componență | Componență | Componență |
|  | -------------------------------------------- | ---------- | ---------- | ---------- | ---------- | ---------- | ---------- | ---------- | ---------- | ---------- | ---------- | ---------- | ---------- | ---------- |
|  | Partidul „Bugeacul Nostru”                   | 12         |            |            |            |            |            |            |            |            |            |            |            |            |
|  | Partidul Socialiștilor din Republica Moldova | 3          |            |            |            |            |            |            |            |            |            |            |            |            |
|  | Partidul „Renaștere”                         | 2          |            |            |            |            |            |            |            |            |            |            |            |            |
|  | Candidat independent VERA COȘARNAIA          | 1          |            |            |            |            |            |            |            |            |            |            |            |            |
|  | Candidat independent PIOTR RADULOV           | 1          |            |            |            |            |            |            |            |            |            |            |            |            |
|  | Candidat independent OLGA ȘIȘCOVA            | 1          |            |            |            |            |            |            |            |            |            |            |            |            |
|  | Candidat independent SERGHEI COJOCAR         | 1          |            |            |            |            |            |            |            |            |            |            |            |            |
|  | Candidat independent NICOLAI DIȘLI           | 1          |            |            |            |            |            |            |            |            |            |            |            |            |
|  | Candidat independent NICOLAI RADULOV         | 1          |            |            |            |            |            |            |            |            |            |            |            |            |

## Economie

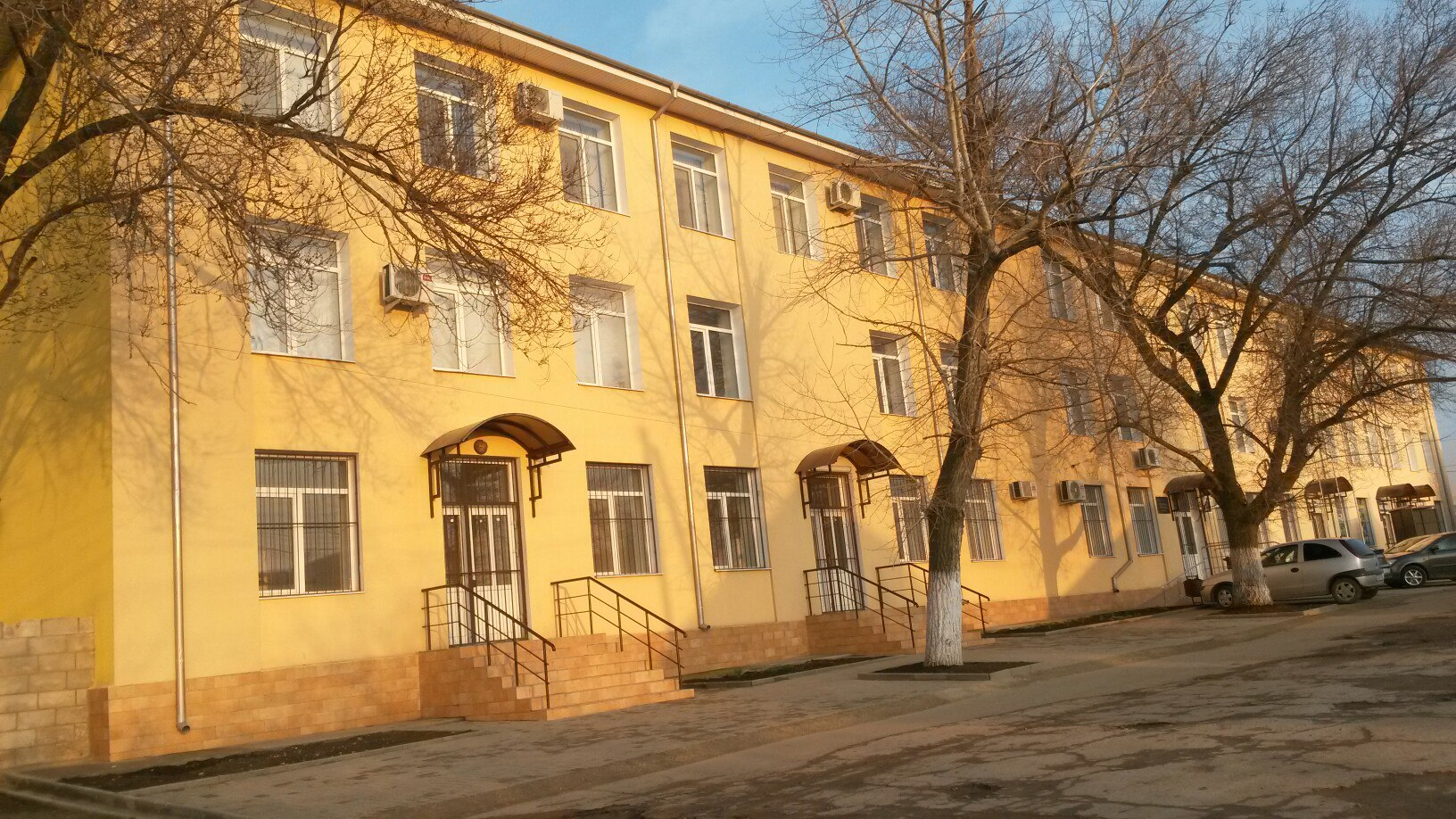
Incubatorul de afaceri din oraș

În oraș își desfășoară activitatea circa 2.000 agenți economici, dintre care cea mai mare parte o constituie persoanele fizice. Cele mai mari întreprinderi din oraș sunt „Berechet” S.A., care se ocupă cu prelucrarea cerealelor, Fabrica de Tutun, „ZTEO” S.A. – produce cazane și utilaj electric. În ultimii câțiva ani în oraș au început să funcționeze două întreprinderi noi mari: „Alifarium” S.R.L. – se ocupă cu producerea berii și Î.M. „Asen-Textil”, care prestează servicii de confecție a hainelor. La ambele întreprinderi sunt angajați 525 persoane. Recent în orașul Ceadîr-Lunga s-a deschis o crescătorie de cai de rasă, care sunt utilizați pentru competiții sportive. 
În fiecare a treia duminică a lunilor de vară pe hipodromul din oraș au loc competiții sportive. Până în prezent orașul este considerat un centru agricol, unde agricultura rămâne ramura de bază a economiei locale. Principalele culturi agricole sunt cerealierele și vița de vie. Anual circa 2.000 ha sunt utilizați pentru semănarea grâului, câte 1.000 ha pentru floarea soarelui și tutun. În sectorul agricol activează 4 gospodării agricole și o gospodărie de fermieri. 
Orașul dispune de două hoteluri, dintre care unul a fost deschis în anul 2003. În domeniul comerțului activează 675 de agenți economici. În oraș funcționează 19 puncte de alimentare publică, dintre care 3 au fost deschise în ultimii 2 ani. Serviciile bancare sunt prestate de filialele a 4 bănci comerciale, iar cele de consultanță juridică de 2 centre de consultanță. Din totalul agenților economici circa 550 sunt reprezentanții micului business. Marea lor majoritate, peste 530 activează în domeniul comerțului. Alte sectoare acoperite sunt agricultura și industria prelucrătoare.

### Finanțele publice locale
Veniturile în bugetul local în anul 2002 au constituit 7.295 mii lei și au fost cu 32% mai mari decât în anul precedent. Structura veniturilor bugetului local sunt caracteristice orașelor industrializate, unde ponderea cea mai mare o dețin veniturile proprii. Este notoriu faptul că pentru orașul Ceadîr-Lunga ponderea transferurilor este nesemnificativă de 449,1 mii din total sau 6,2%. Mărimea redusă a transferurilor indică un potențial economic ridicat comparativ cu alte localități din republică. Analiza structurii cheltuielilor bugetului local denotă faptul că ponderea cheltuielilor pentru educație este de 68%, acest indicator fiind prea mare pentru o localitate de tipul dat. Drept consecință, pentru alte activități cheltuielile sunt mici și mult sub limita necesară.

## Infrastructură

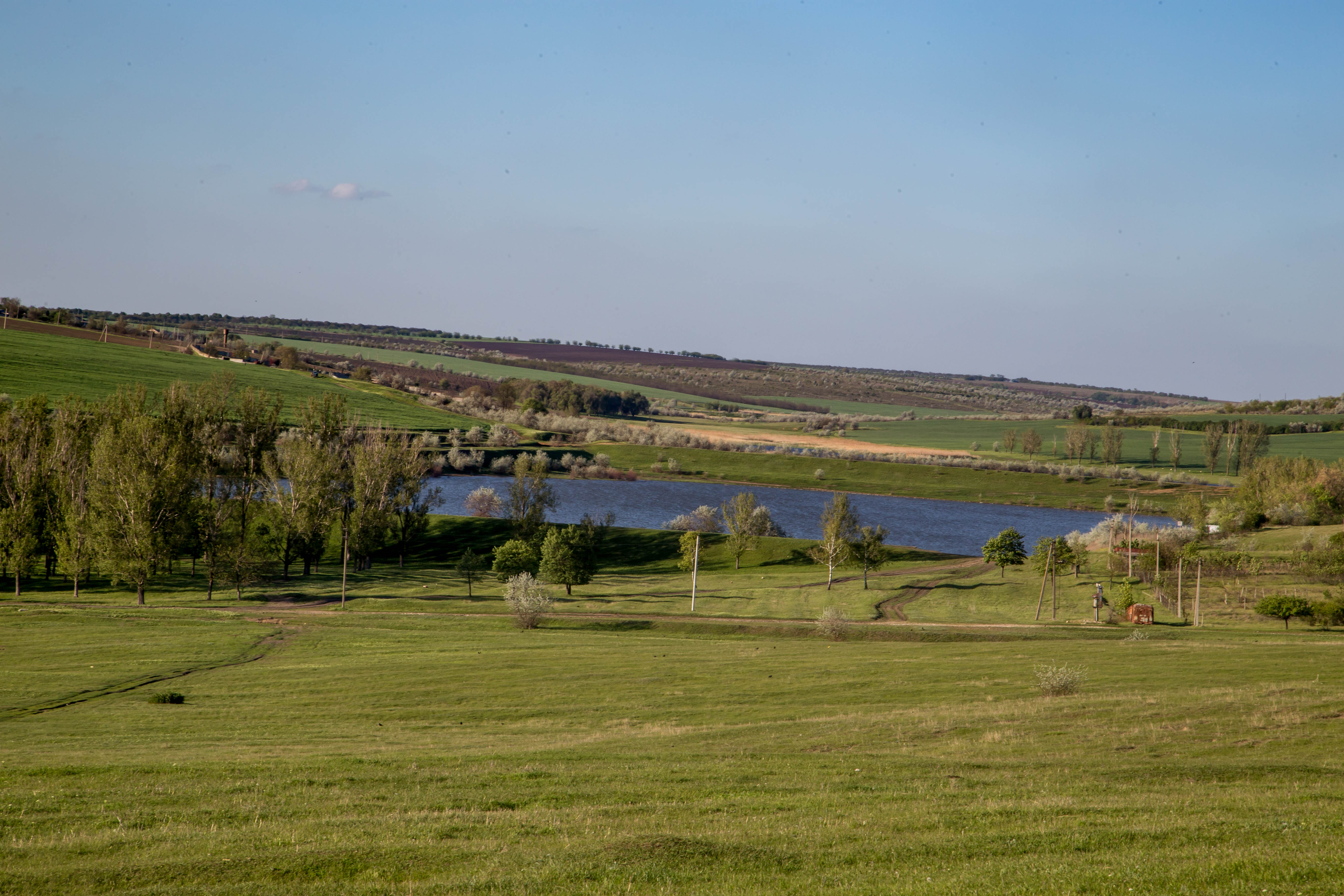
Lacul Kirov, la periferia estică a orașului

Aprovizionarea cu apă prin intermediul rețelelor sectorului locativ este asigurată în proporție de 70%, a instituțiilor sociale în proporție de 50%. Gazificarea localității este efectuată în proporție de 95%, instituțiile socio-culturale sunt gazificate complet. Lungimea totală a rețelelor de drumuri este de 81 km, dintre care 5 km sunt drumuri naționale, restul locale. Din totalul lor 37,3 km au acoperire rigidă, inclusiv 1 km a fost acoperit în ultimul an. În oraș sunt circa 6.000 abonați la telefon sau 80% din populație. De asemenea pe teritoriul orașului funcționează telestudioul local „Aiân Acâc” și 2 rețele de televiziune prin cablu.

## Social
Populația orașului Ceadîr-Lunga este de 23.400 persoane, dintre care marea majoritate sunt găgăuzi– 16.340 sau 69,8%, urmați de ruși, bulgari, ucraineni, moldoveni și alte naționalități. Populația economic activă a localității este de 13.200 persoane, dintre care doar 8.100 sau 61% activează în diverse ramuri ale economiei locale. Cu toate că este o localitate urbană, cea mai mare parte a populației este ocupată în agricultură. Din populația care nu lucrează și cea care este ocupată în gospodăria casnică de asemenea, marea majoritate este antrenată în activități agricole.
În Ceadîr-Lunga funcționează 6 instituții preșcolare, 5 școli medii generale, față de 6 școli până în anul 2002, 3 licee față de 2 până în 2002, un colegiu. În anul 2002 s-a deschis Filiala Institutului Umanitar Modern din Moscova, care pregătește studenți la 5 facultăți, cu utilizarea celor mai noi tehnologii de studii de la distanță. Sistemul de ocrotire a sănătății este format dintr-un spital, un ambulatoriu, un centru al medicilor de familie și o stație de urgență. În sistemul de ocrotire a sănătății sunt antrenați 107 medici și 325 personal medical mediu. Rețeaua de farmacii este formată din 10 farmacii, dintre care 7 s-au deschis în ultimii 2 ani.

## Cultură

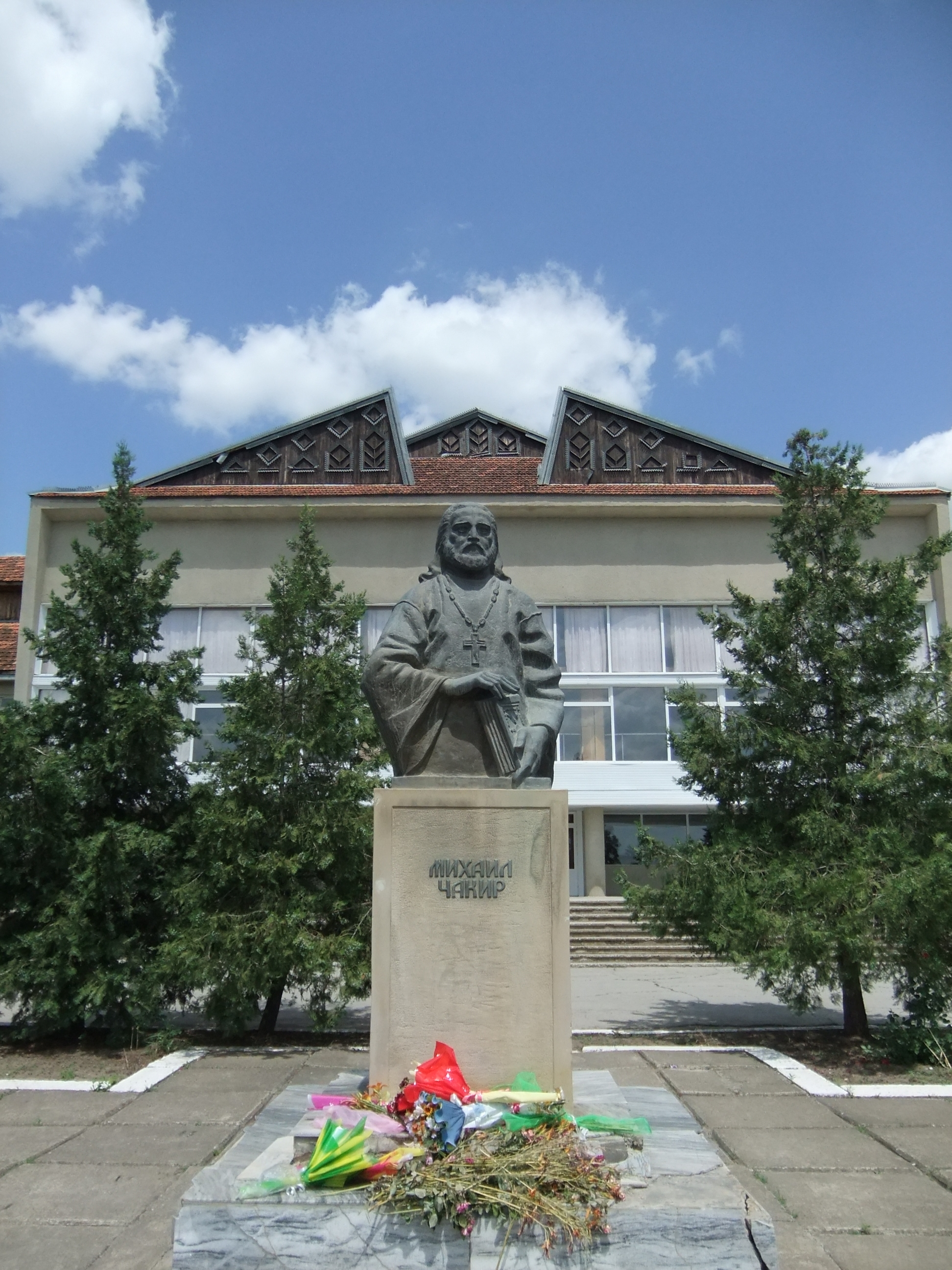
Casa de cultură din oraș și statuia lui Mihail Ciachir

Rețeaua de instituții culturale este formată dintr-o casă de cultură și două biblioteci publice. La începutul secolului 20 a fost construit Muzeul Etnografic al orașului, o clădire în stil modern, considerată un monument arhitectural al orașului. Promotori ai culturii în oraș sunt mai multe grupuri și colective artistice, dintre care putem menționa: Orchestra de fanfară, care în anul 2002 a luat locul I la concursul național, Teatrul național în numele lui Ceachir, care susține spectacole în limba găgăuză, Ansamblul de dans „Cadjina”, participant la diverse manifestații culturale din țară și de peste hotare și grupul de muzică roc „Cair” care a participat la diverse festivaluri internaționale în Rusia, Olanda, etc. Principalele evenimente culturale din oraș sunt: Festivalul „Cântecul găgăuzesc”, o manifestare teatralizată în stilul tradițiilor vechi găgăuze, care are loc anual la sfârșitul lunii august. Un alt eveniment este Festivalul „Curcubeul slavon”, la care participă reprezentanții naționalităților slavone, în haine naționale.

### Mănăstirea Sfântul Dimitrie
Mănăstirea Sfântul Dimitrie este o mănăstire de maici a Eparhiei de Cahul și Comrat a Bisericii Ortodoxe Ruse din Ceadîr-Lunga, Găgăuzia, fiind cea mai mare mănăstire din Găgăuzia. Se află la  la 125 km sud de Chișinău.

#### Istorie

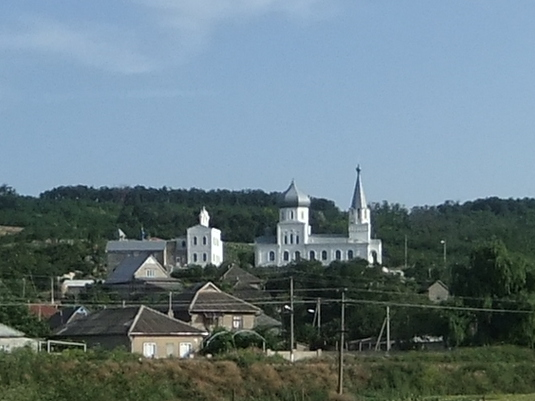
Mănăstirea de maici din Ceadîr-Lunga

În septembrie 1972 autoritățile sovietice au aruncat în aer biserica Sfântul Dimitrie, amplasată în centrul orașului Ceadîr-Lunga. Dimitri Kirioglo, un băiat în vârstă de 14 ani, viitor preot, a scos de sub ruine două icoane care au supraviețuit exploziei. O nouă biserică, cu hramul Icoanei Maicii Domnului din Kazan, a fost construită nu departe de locul amplasării celei vechi.
La sfârșitul anilor 1980, odată cu absolvirea studiilor la Academia de Teologie din Moscova, Dimitri Kirioglo s-a întors la Ceadîr-Lunga. În 1988, el a strâns sute de semnături în sprijinul unei petiții către Prezidiul Sovietului Suprem al URSS prin care cerea permisiunea de a construi unui nou lăcaș sfânt. Petiția a fost aprobată, dar terenul alocat nu se afla în centrul orașului, ci la periferie, în apropierea cimitirului.
Pereții noii biserici au fost pictați chiar de Dimitri, împreună cu fiica lui, Xenia. Preotul Dimitri a realizat și o schiță a iconostasului în stilul sculpturi balcanice a secolului al XVII-lea, comandă executată de meșteri din Ucraina.
La 7 octombrie 2000 Sfântul Sinod al Bisericii Ortodoxe Ruse a dispus transformarea parohiei Sfântul Dimitrie într-o mănăstire. La 27 iulie 2009, maica Elisaveta (Popova) a fost numită stareță a noii instituții religioase.
În 2014 complexul mănăstirii a început să fie amenințat de riscul alunecărilor de teren. Mănăstirea a cheltuit aproximativ 400 de mii de lei moldovenești pentru consolidarea terenului dimprejur, însă trei ani mai târziu, în primăvara lui 2017, pereții de beton s-au prăbușit. Râpa din jurul mănăstirii a fost din nou consolidată până la sfârșitul acelui an, de această dată cu sprijinul autorităților din Găgăuzia.

#### Activitate
Biserica mănăstirii are două pristoluri: unul în numele Sfântului Mare Mucenic Dimitrie și al doilea în numele Sfântului Nicolae de Mira. Mănăstirea găzduiește două icoane din vechea biserică Sfântul Dimitrie și o copie veche a icoanei Maicii Domnului din Hîrbovăț (Mănăstirea Hîrbovăț), descoperită într-o fântână.
În apropierea bisericii se află un centru spiritual și educațional, o clopotniță, chilii și o clădire de gospodărie. Situl este înconjurat de câmpuri agricole și podgorii cu suprafața totală de 5 hectare, care aparțin mănăstirii.
Către anul 2019 mănăstirea avea 20 de viețuitori.

## Personalități

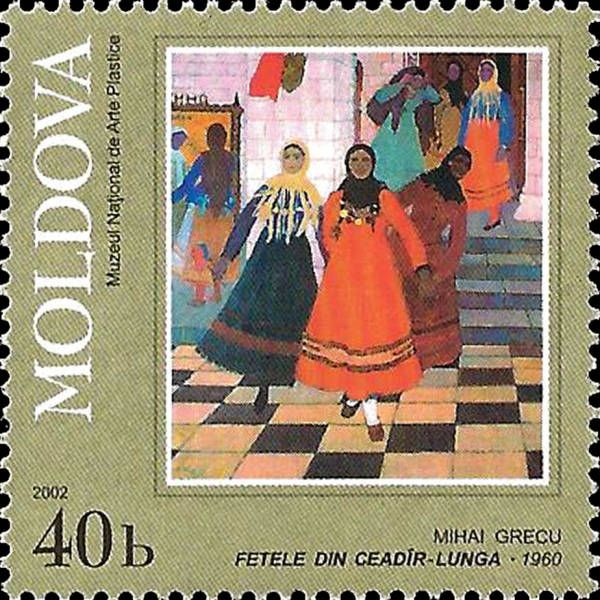
Fete din Ceadîr-Lunga (1960) de Mihail Grecu, pe un timbru moldovenesc din 2002.

### Născuți în Ceadîr-Lunga
- Mihail Ciachir (1861–1938), cleric și educător găgăuz
- Mihail Guboglu (1911–1989), istoric și cercetător găgăuz
- Iuri Horovski (n. 1946), sculptor, grafician, pictor sovietic moldovean și rus
- Efim Ciulac (n. 1948), jucător de volei sovietic
- Nina Karpaciova (n. 1957), juristă și politiciană ucraineană
- Stepan Kurudimov (n. 1958), cântăreț de operă și de muzică tradițională găgăuză
- Dumitru Croitor (n. 1959), politician moldovean
- Dionisie Constantinov (n. 1960), episcop ucrainean
- Marina Radiș (n. 1982), cântăreață (soprană) moldoveană
- Liudmila Tukan (n. 1982), cântăreață moldoveană de etnie găgăuză